# C. W. Ceram

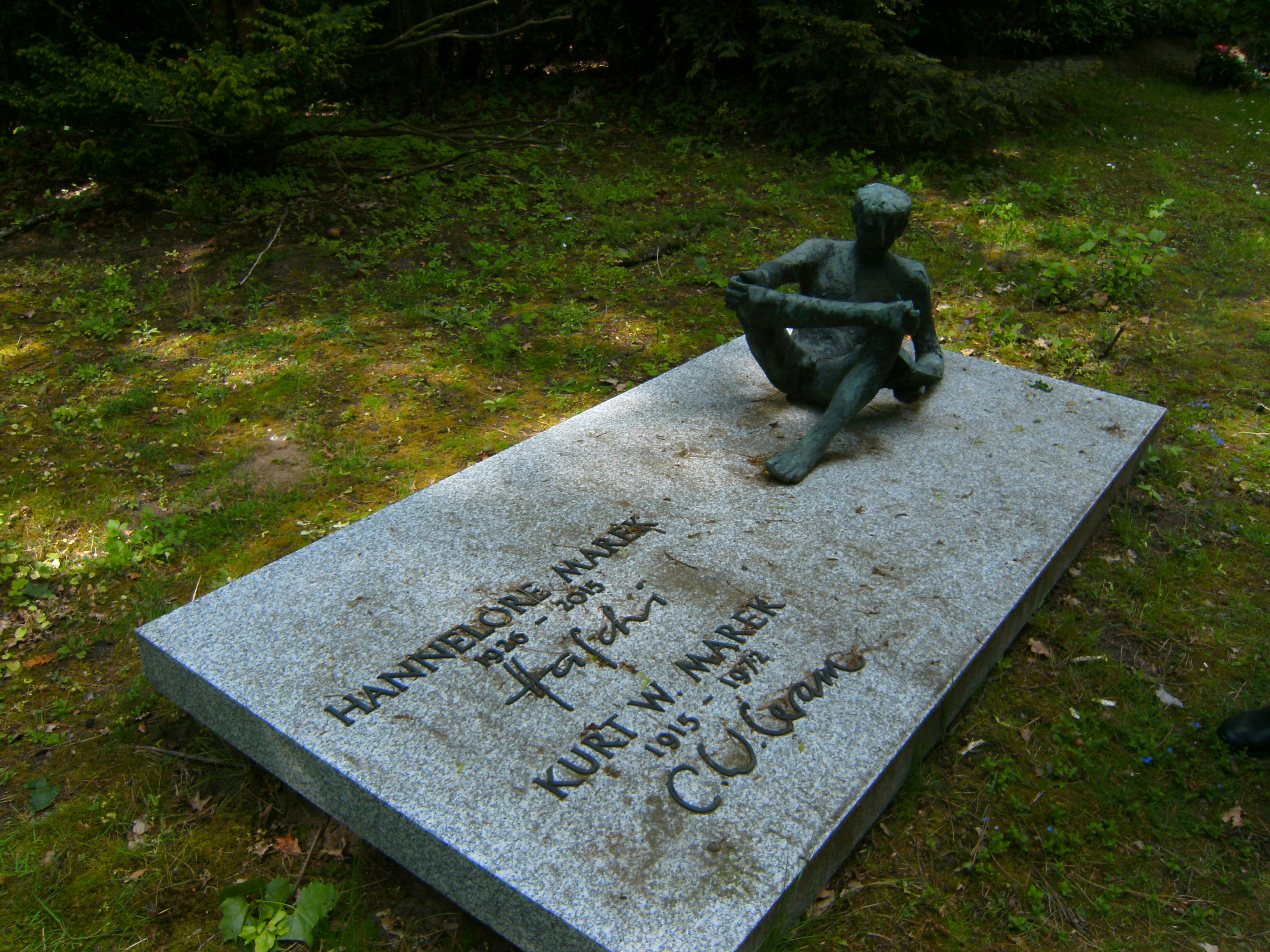
Grabstein des Ehepaars Marek auf dem Ohlsdorfer Friedhof in Hamburg

C. W. Ceram (* 20. Januar 1915 in Berlin; † 12. April 1972 in Hamburg; eigentlich Kurt Wilhelm Marek) war ein deutscher Journalist, Lektor des Rowohlt Verlags (1945–1952) und Autor, der durch seine Werke zur Archäologie bekannt wurde. Das Pseudonym Ceram bildete er aus seinem Namen Marek als rückwärts gelesenes Ananym, um sich von seinen früheren Werken abzusetzen.

## Leben
Marek hatte im Zweiten Weltkrieg den Rang eines Leutnants und war als Kriegsberichter Mitglied einer Propagandakompanie. Er publizierte in den frühen 1940er Jahren ein Buch über Narvik sowie ein Buch über die Kanoniere des Reichsmarschalls. In beiden Bücher werden der Zweite Weltkrieg sowie die Leistung der Wehrmacht kriegsverherrlichend dargestellt. Bei Kriegsende geriet er in Italien in US-amerikanische Gefangenschaft und war im Gefangenenlager Ghedi interniert. In der Lagerbibliothek las er u. a. das Buch des englischen Archäologen Austen Henry Layard über dessen Ausgrabungen Ninives. Im Oktober 1945 wurde er entlassen und ließ sich in Oldenburg nieder und arbeitete für den Verlag Stalling, bei dem sein Narvik-Buch erschienen war. In der „Landesbibliothek“ im Schloss Oldenburg fand er eine Spezialbibliothek mit einem umfangreichen Bestand an Archäologiebüchern vor. Die Auswertung führte zur Konzipierung seines späteren Bestellers. Das erste Kapitel entstand im Dezember 1945.
Auf Initiative von Hans Zehrer wirkte er ab Anfang 1946 beim Aufbau der Zeitung Die Welt mit. Er übersiedelte deshalb nach Hamburg und wohnte anfangs im Broschek-Haus, in dem die Zeitung gemacht und gedruckt wurde. Außerdem war er nach kurzer Zeit Angestellter im Rowohlt Verlag und Herausgeber der Zeitschrift Benjamin. Des Weiteren war Marek bei Rowohlt der Lektor des Schriftstellers Arno Schmidt. Dieser verließ nach 1953 den Verlag aufgrund diverser Kontroversen mit Marek.
Sein am 15. November 1949 erschienenes populärwissenschaftliches Buch Götter, Gräber und Gelehrte (mit dem kennzeichnenden Untertitel Roman der Archäologie) wurde weltweit ein Bestseller. Am 23. Februar 1950 gab der Rowohlt Verlag bekannt, innerhalb von fünf Wochen rund 12.000 Exemplare zum Preis von 12,00 DM (nach heutiger Kaufkraft etwa 38 Euro) verkauft zu haben. Das Buch wurde zudem in 28 Sprachen übersetzt und etwa fünf Millionen Mal verkauft. Durch seine leicht verständliche Vermittlung von Methoden und neueren Erkenntnissen hat dieses Werk der Archäologie zu erheblicher Popularität verholfen. Deshalb wurde ein vom Rheinischen Landesmuseum Bonn gestifteter archäologischer Sachbuchpreis Ceram-Preis genannt. Als Lektor des Rowohlt Verlags regte Ceram 1952 Gregor von Rezzori an, seine fürs Radio geschriebenen Maghrebinischen Geschichten in Buchform zu veröffentlichen.
1954 übersiedelte Marek in die USA und unternahm zahlreiche Reisen zu archäologischen Stätten. Ende der 1960er Jahre schrieb er in Woodstock seinen Bestseller Der erste Amerikaner.
Ceram starb 1972 in Hamburg und wurde auf dem Friedhof in Hamburg-Ohlsdorf beigesetzt. Die Grabplatte ist durch die Bronzeplastik eines lesenden Jünglings gekennzeichnet. Marek war ab 1952 mit der Illustratorin Hannelore Marek (geb. Schipmann, 1926–2015) aus Hamburg verheiratet. Aus der Ehe ging der Sohn Max Marek (* 1957) hervor, der als Maler, Zeichner und Scherenschnittkünstler bekannt wurde.

## Werke

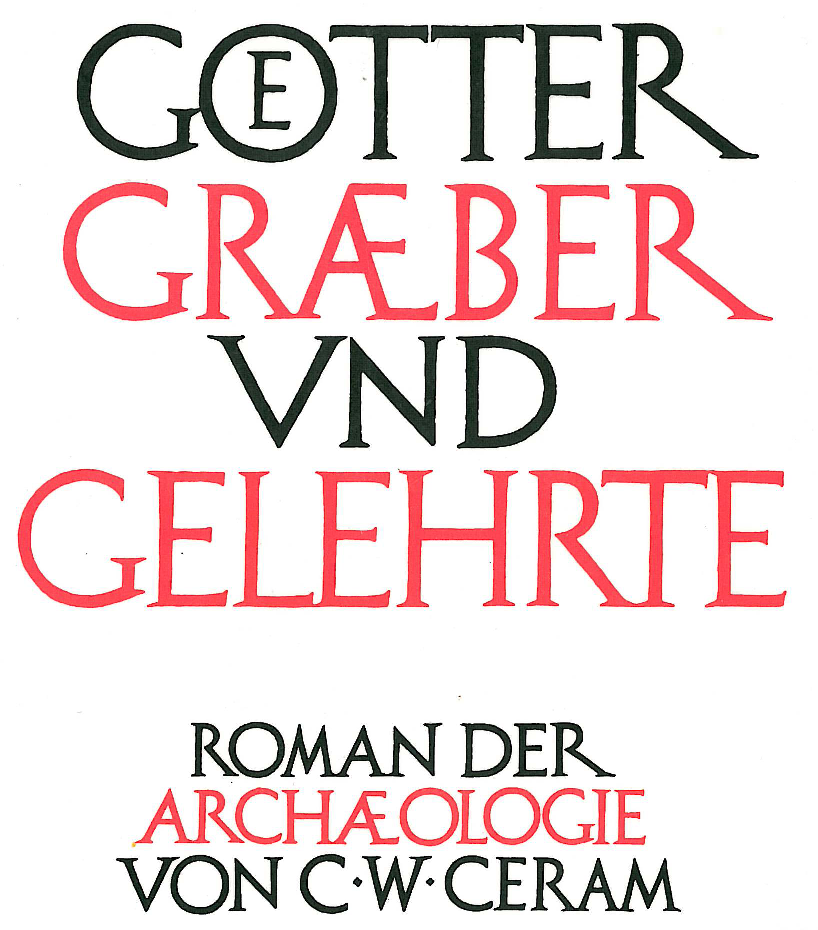
Umschlag von Götter, Gräber und Gelehrte

- Wir hielten Narvik. Als Kurt W. Marek. Verlag Gerhard Stalling, Oldenburg (Oldb.)/Berlin 1941, DNB 986138681.
- Rote Spiegel überall am Feind. Von den Kanonieren des Reichsmarschalls. Als Kurt W. Marek. Limbach, Berlin 1943, DNB 361196830.
- Götter, Gräber und Gelehrte. Roman der Archäologie. Rowohlt Verlag, Hamburg/Stuttgart 1949, DNB 450762696.
  - Götter, Gräber und Gelehrte. Roman der Archäologie. Überarbeitete Ausgabe, 1. Auflage. Rowohlt Verlag, Reinbek 2008, ISBN 978-3-498-00935-9.
- Enge Schlucht und schwarzer Berg. Entdeckung des Hethiter-Reiches. Rowohlt Verlag, Hamburg 1955, DNB 450762920.
- Götter, Gräber und Gelehrte im Bild. 310 Abbildungen in Tiefdruck und 16 Farbtafeln. Rowohlt Verlag, Hamburg 1957, DNB 450762831.
- Provokatorische Notizen. Als Kurt W. Marek. Rowohlt Verlag, Reinbek 1960, DNB 450762904.
- Eine Archäologie des Kinos. Rowohlt Verlag, Reinbek 1965, DNB 450762661.
- Götter, Gräber und Gelehrte in Dokumenten. Als Herausgeber. Rowohlt Verlag, Reinbek 1965, DNB 451592484.
- Der erste Amerikaner. Das Rätsel des vor-kolumbianischen Indianers. Mit Zeichnungen von Hannelore Marek. Rowohlt Verlag, Reinbek 1972, ISBN 3-498-00838-2.
  - Der erste Amerikaner. Die Entdeckung der indianischen Kulturen in Nordamerika. Überarbeitete und erweiterte Neuausgabe, 1. Auflage. Rowohlt Verlag, Reinbek 2001, ISBN 3-499-61172-4.
- Wie zwei Weltbestseller entstanden. Als Kurt W. Marek, mit Hannelore Marek. Rowohlt Verlag, Reinbek 1974, DNB 750197285.

## Verfilmungen
- 1954: Das Tal der Könige (Valley of the Kings) nach Götter, Gräber und Gelehrte